# 希尔扎提·巴吾东
希尔扎提·巴吾东（维吾尔语：شىرزات باۋۇدۇن，拉丁维文：Shirzat Bawudun，1966年6月—2024年10月21日），维吾尔族，新疆洛浦人，新疆维吾尔自治区党委政法委原副书记。1988年7月，于西北政法学院法律专业毕业，进入新疆维吾尔自治区人民警校任教，随后主动提出申请调回出生地和田。

## 生平
在一次行动中，希尔扎提·巴吾东因伤获得“反恐英雄”称号，于2001年被提拔为墨玉县公安局局长，随后历任乌鲁木齐市统战部部长、新疆维吾尔自治区司法厅厅长、自治区党委政法委副书记等职务。

## 开除党籍
2019年1月，希尔扎提·巴吾东被开除党籍。
2021年4月，央视CGTN在一部纪录片中称，2003年，墨玉县大清真寺哈提甫阿布拉江·巴克尔（Ablajan Bakri）向希尔扎提引荐了从埃及来的“东突厥斯坦伊斯兰运动”骨干成员塔依尔·阿巴斯（Tayir Abbas）。“东伊运”成员阿不利米提·阿巴拜克(Ablimit Ababakri) 和阿不都艾海提·阿巴拜克（Abduehet Ababakri)两兄弟在开罗给希尔扎提买了200平方米的房子。

## 判刑
2021年，法院副院长表示，前新疆司法部负责人巴吾东因与东突厥斯坦伊斯兰运动密谋贿赂而被判处两年徒刑，并参加了分裂活动。 新华社还指控她向外国部队提供“信息”，并在“女儿结婚期间进行了非法的宗教活动”。
2021年4月6日以分裂國家罪、投敵叛變罪等數罪，被判死刑，緩期2年執行，剝奪政治權利終身，並處沒收個人全部財產。